# Grong
Grong (sydsamisk Gråangkhe) er en kommune i Trøndelag fylke i Norge. Den ligger ved Europavej 6, 200 km nord for Trondheim. Gennem kommunen løber også Namsen, en velkendt lakseelv, som munder ud i Namsos. Kommunevåbnet er tre grønne trekanter placeret over hinanden som symboliserer et grantræ, som kommunen har mange af. Den er en skovbrugskommune.
Kommunen omfattede tidligere Røyrvik og Namsskogan. Disse blev, sammen med Harran selvstændige kommuner i 1923. Senere flyttede Harran tilbage til Grong.
Grong har tre store fosser. Disse er Fiskumfoss, Formofossen og Tømmeråsfossen.
Fiskumfoss er en økonomisk vigtig elv for kommunen. Den har kraftanlæg og er derfor reguleret. Ved fossen er det bygget et «Lakseakvarium», hvor turister kan spise laksemiddag med udsigt til fossen, samt få et indblik i historien knyttet til fossen, både når det gælder fiske- og kraftproduktion. Området omkring Fiskumfoss var ved begyndelsen af 1900-tallet et lille handelssted. Ved nærmeste gård var det mejeri, butik, gæstgiveri og postkontor. I dag er nærmeste by Harran nogle kilometer længere oppe. Området ved Fiskumfoss var i «gamle dage» et yndet sted for englændere at komme til for at fiske. Man kan stadig se ruinene efter de gamle Engelskhusene når man tager ture langs elven. Nogle af Engelskhusene findes endnu i bygden Gartland som ligger midt mellem Grong og Harran. Der ligger også den gamle Gløshaug kirke fra 1689.
Grong er station på Nordlandsbanen. Stationen ligger 50.9 moh. og blev åbnet i 1929. Fra Grong går Namsosbanen til Namsos. Persontrafikken på Namsosbanen blev imidlertid nedlagt i 1978, og senere blev også godstrafikken nedlagt. Der er busforbindelse fra Grong til Rørvik, Brønnøysund og Namsos.
Grongs centrum, som hedder Mediå, består af et indkøbscenter, Idrætshal, Videregående skole, folkehøjskole, to bensinstationer, apotek, ældrehjem, ungdoms og børne-skole med mere.
Grong ligger i midterste del af Namdalen, omkring elvene Namsen og Sanddøla som løber sammen ved administrationscenteret Grong.
Grong svarer til sognene Grong og Harran i Grong prestegjeld, Namdal provsti i Nidaros bispedømme, tilhører Grong lensmandsdistrikt i Nord-Trøndelag politidistrikt og hører under Namdal tingret.

## Natur
I syd, hvor bjerggrunden er af gneis, ligger flere relativt høje fjelde. I nord findes lavere skovåse , mens der i nordøst er et ås- og fjeldlandskab bygd op af gabbro og granit; her ligger kommunens højeste fjeld, Heimdalshaugen (1159 moh.).

## Bosætning
Hovedparten af befolkningen er bosat i den nedre del af dalstrøgene langs Namsen og Sanddøla med administrationscenteret og byen Mediå (Grong) (1079 indb. 2004) som har 43 % af kommunens indbyggere.

## Erhvervsliv
Grong er en landbrugs- og skovbrugsbygd hvor ca. 12 % af den arbejdende befolkning er beskæftiget i disse erhverv (2001). Gårdene er relativt store. Det dyrkes meget korn, der er også en del mælkeproduktion. Det produceres årlig ca. 27.000 m3 tømmer (2002), hovedsagelig gran. Industrien er knyttet til jord- og skovbrug med trævare-, næringsmiddelindustri og mekanisk værksted.

## Samfærdsel
Grong er trafikknudepunkt med Nordlandsbanen og E6 gennem bygden. Ved Formofoss drejer Rv.74 fra gennem Lierne til Sverige, og fra Grong går vej til Namsos (Rv. 760 og 17). Fra E6 nord for byen fører Rv.775 vestover til Høylandet og Rv.764 østover til Skorovatn. Nordlandsbanen har sidebane for godstransport Grong–Namsos.

## Historie
På St. Hans Haugen (Værumsfeltet) findes gravhøje og bopladser fra ældre jernalder (kultursti). I området ved naturreservatet fortidsminder med gravhøje, fangstanlæg for elg, hustomter og en oldtidsvej.
Grong kirke, langkirke i træ (1877), med døbefont og prædikestol fra 1685.